# Anginon paniculatum
Anginon paniculatum är en flockblommig växtart som först beskrevs av Carl Peter Thunberg, och fick sitt nu gällande namn av Brian Laurence Burtt. Anginon paniculatum ingår i släktet Anginon och familjen flockblommiga växter. Inga underarter finns listade i Catalogue of Life.